# Porte des Tuiles
La porte des Tuiles est une porte de ville située à Saint-Flour, dans le département du Cantal.

## Histoire
Le terme Tuile, anciennement Tuel, fait référence à un « canal » utilisé pour la conduite des eaux ou l'évacuation des égouts.
La porte des Tuiles était, pendant le Moyen Âge, la principale entrée de la ville. Un important égout se déversait en dessous de cette porte, et les routes du Midi convergeaient vers elle. En 1437, Charles VII fit une entrée solennelle à Saint-Flour par cette porte. Toute l'activité commerciale passait également par cette porte. Après les assauts subis par la ville entre 1357 et 1365, qui ont endommagé les remparts, la porte des Tuiles a été reconstruite conformément aux normes militaires de l'époque.

## Protection
La porte des Tuiles est inscrite au titre des monuments historiques par arrêté du 19 mai 1927.